# Ејглоу Оуск Густавсдоутир
Ејглоу Оуск Густавсдоутир (исл. Eygló Ósk Gústafsdóttir; Рејкјавик, 1. фебруар 1995) исландска је пливачица чија специјалност је пливање леђним стилом. 
Представљала је Исланд на две узастопне олимпијаде, у Лондону 2012. и Рију 2016. године. У Лондону је учестовала у трци на 100 метара леђним стилом, али није успела да се квалификује у полуфинале након што је у квалификацијама заузела укупно 32. место. Четири године касније, у Рио де Жанеиру, такмичила се у обе трке леђним стилом. Највећи успех остварила је у трци на 200 метара леђно у којој је успела да се пласира у финале, где је са временом од 2:09.44 заузела 8. место. У полуфиналу те трке поставила је нови национални рекорд (2:08.84 минута). На дупло краћој деоници окончала је такмичење у полуфиналу на 14. месту. 
Године 2015. по избору спортских новинара проглашена је за најбољег спортисту Исланда.
На европском првенству у малим базенима 2015. освојила је две бронзане медаље у тркама на 100 и 200 метара леђним стилом.